# Großer Preis von Italien 1947

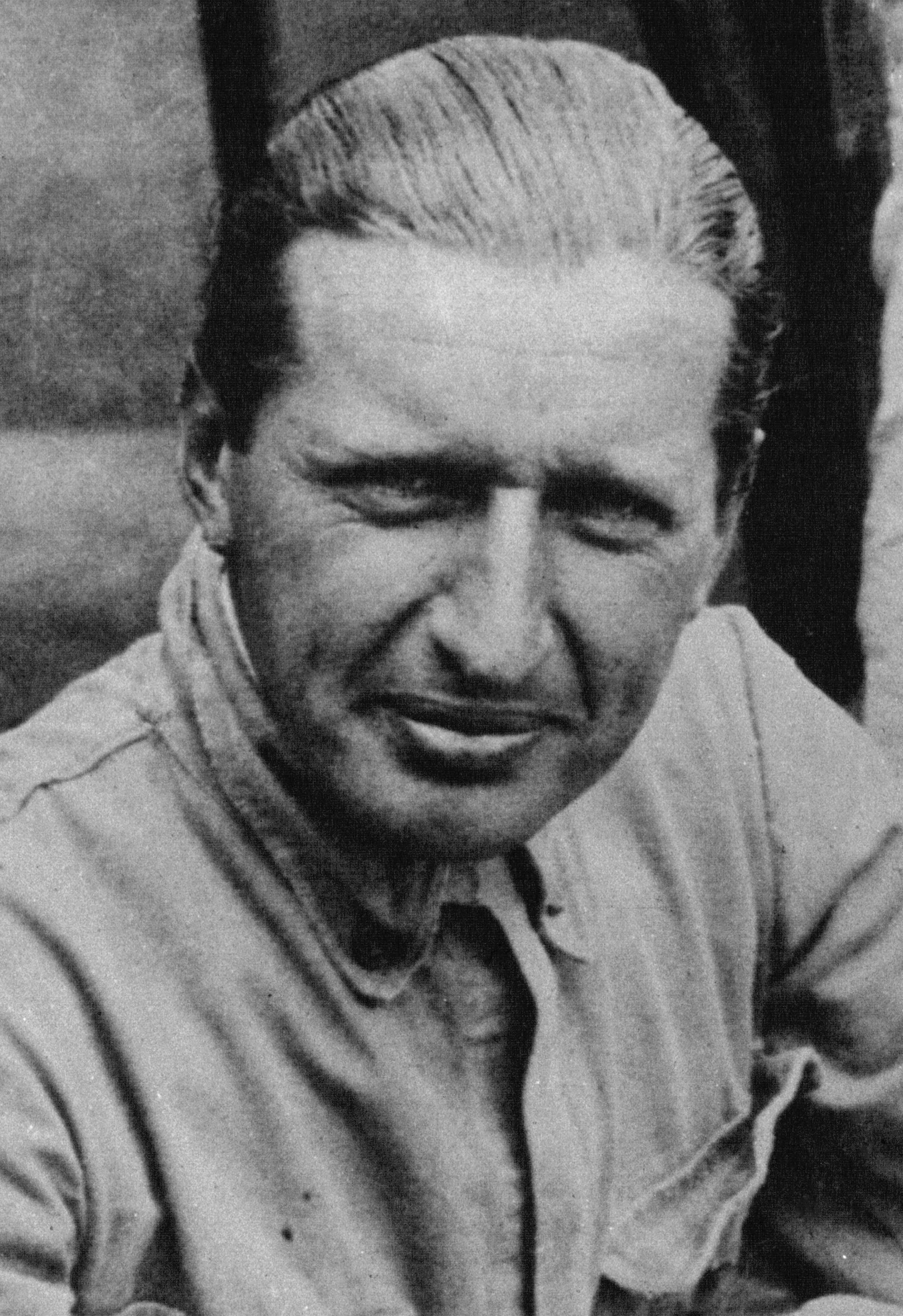
Sieger: Carlo Felice Trossi

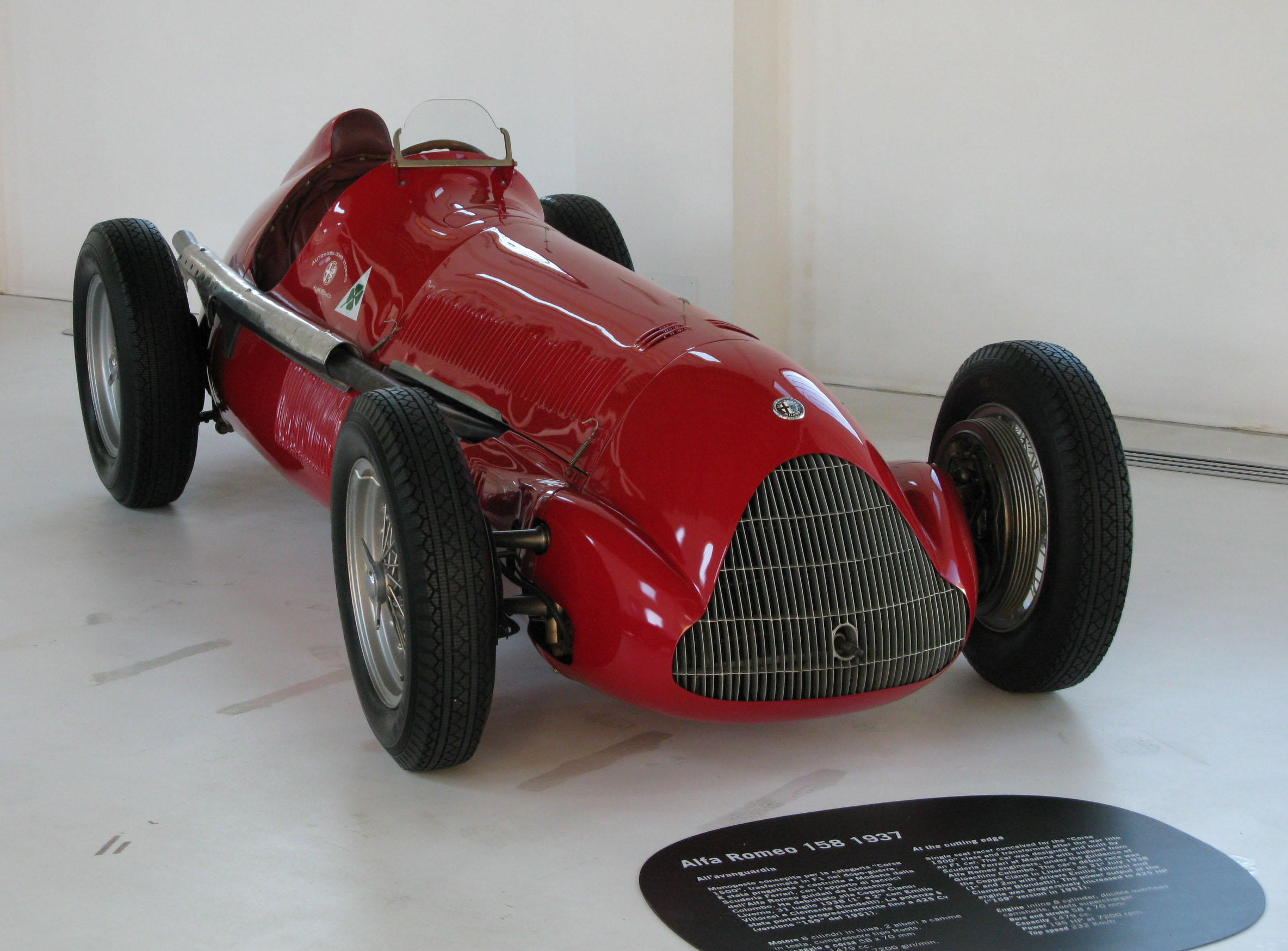
Siegerwagen: Alfa Romeo 158 hier in der Ausführung von 1938

Der XVII. Große Preis von Italien fand am 7. September 1947 auf einer temporären Rennstrecke auf öffentlichen Straßen rund um das Mailänder Messegelände (Fiera Campionaria) statt. Das Rennen zählte zur Kategorie der Grandes Épreuves und wurde nach den Bestimmungen der Internationalen Grand-Prix-Formel (später Formel 1 – Rennwagen bis 1,5 Liter Hubraum mit Kompressor bzw. bis 4,5 Liter Hubraum ohne Kompressor; Renndistanz mindestens 300 km bzw. mindestens drei Stunden Renndauer) über 100 Runden à 3,447 km ausgetragen, was einer Gesamtdistanz von 344,728 km entsprach.
Sieger wurde Carlo Felice Trossi auf einem Alfa Romeo Tipo 158 „Alfetta“, der damit seinen ersten Erfolg in einem offiziellen Internationalen Grand Prix erzielte.

## Das Rennen
Die angestammte Heimstätte des Großen Preises von Italien auf dem Autodrom von Monza war 1947 noch nicht verfügbar, weil die Rennstrecke als Abstellplatz für alliierte Militärfahrzeuge diente, wodurch vor allem auch der Streckenzustand stark in Mitleidenschaft gezogen worden war. Aus diesem Grund musste sich der italienische Automobilclub RACI für seinen Grand Prix nach einem anderen Austragungsort umsehen. Ein geeigneter Ort dafür wurde schließlich in einem Kurs auf innerstädtischen Straßen rund um das Mailänder Messegelände Fiera Campionario gefunden. Es handelt sich damit nicht um denselben Streckenverlauf, der im Jahr zuvor beim Gran Premio di Milano innerhalb des nahegelegenen Parco Sempione befahren worden war, der für den Anlass eines Großen Preises von Italien als zu verwinkelt erachtet wurde.
Einzige Besonderheit der wenig inspirierenden Streckenführung, die ansonsten beinahe nur aus rechtwinkligen Kurven und kurzen Geraden bestand, war eine 315°-Kurve um den Kreisverkehr auf der Piazzale Damiano Chiesa. Der Grund für die Auswahl des Kurses war dabei in erster Linie der Umstand, dass auf diese Weise die Mailänder Stadtbevölkerung trotz der anhaltend gespannten Versorgungslage mit Treibstoff keine Probleme haben würde, in großer Zahl als Zuschauer an die Strecke zu kommen. Außerdem war Mailand als Firmenstandort von Alfa Romeo sozusagen die heimliche Motorsporthauptstadt Italiens und das damalige Werksgelände im Stadtteil Portello befand sich nur wenige hundert Meter von der Rennstrecke entfernt.
Für Alfa Romeo war ein Sieg unmittelbar vor den eigenen Werkstoren daher Ehrensache, zumal die hochentwickelten „Alfettas“ in jenen Jahren ohnehin praktisch nicht zu schlagen waren. Die größte Gefahr dafür waren die Fahrer selbst, unter denen eine starke Rivalität herrschte, so dass Rennleiter Giovanbattista Guidotti durch Vorgabe einer Stallregie allzu harten Duellen zwischen seinen Piloten auf der Strecke vorbeugen wollte. So musste Jean-Pierre Wimille, der zuvor beim Rennen um den Großen Preis von Belgien entgegen die ausdrückliche Anweisung des Teams seinem Stallgefährten Achille Varzi nicht den Sieg überlassen hatte, mitansehen, wie das Cockpit seines Autos nun durch den Chefmechaniker des Teams, Alessandro Gaboardi, besetzt wurde. Gleichzeitig kam Alfa Romeo als Konzern im Staatsbesitz, in dem die Gewerkschaften großen Einfluss besaßen, damit der Forderung der Arbeitnehmerschaft nach, neben den wohlsituierten Herrenfahrern Varzi und Carlo Felice Trossi die beiden anderen Wagen mit Fahrern aus der Arbeitnehmerschaft – neben Gaboardi auch den Chef-Testfahrer des Werks Consalvo Sanesi, der in dieser Saison regelmäßig zum Einsatz kam – zu besetzen. Gaboardi zeigte sich jedoch von Anfang an von dieser Aufgabe überfordert, so dass es das einzige Grand-Prix-Rennen seiner Karriere blieb.
Härteste Konkurrenten für die Alfettas waren wie immer die Maserati 4CL, ein Modell aus 1939, von dem sich neun Stück in Mailand zum Start versammelten. Das interessanteste Exemplar war dabei das Auto der Scuderia Milan für Raymond Sommer, das von deren Technikchef Professor Mario Speluzzi vollständig überarbeitet und mit neuem Rohrrahmenchassis sowie einer zweistufigen Kompressoraufladung versehen worden war. Weitere starke Vertreter waren außerdem Luigi Villoresi und der noch nicht allzu bekannte Alberto Ascari für die mit starker Unterstützung durch das Maserati-Stammwerk operierende Scuderia Ambrosiana sowie Grand-Prix-Veteran Louis Chiron mit einem von Enrico Platé vorbereiteten Wagen. Für alle galt jedoch, dass sie den Alfettas in den Fahrleistungen deutlich unterlegen waren und es zudem häufig an Sorgfalt der Teams in puncto technischer Vorbereitung und Organisation mangelte.
Gemäß der vorgegebenen Stallregie war nach Wimille in der Schweiz und Varzi in Belgien nun in Mailand Trossi als Sieger des Großen Preises von Italien vorgesehen. Erstaunlicherweise war es jedoch der bis dahin noch nicht so stark in Erscheinung getretene Sanesi, der mit seinem Alfa Romeo die schnellste Trainingszeit erzielte. Im Rennen war es dann aber doch Trossi, der erwartungsgemäß direkt die Führung übernahm. Zweiter war zunächst etwas überraschend Villoresi, der jedoch nach wenigen Runden beinahe schon unvermeidlicherweise mit technischen Problemen an seinem Maserati wieder zurückfiel.
Auf den zweiten Platz lag damit nun Sanesi, gefolgt von Sommer, der jedoch ebenfalls bald in Schwierigkeiten geriet und durch ein Ölleck am Auto gestoppt wurde. Varzi nutzte die Gelegenheit zu einer kurzen Demonstration seines eigentlichen Könnens, um zunächst an Sanesi und dann für einen Moment auch an Trossi vorbei kurz die Führung zu übernehmen, reihte sich dann aber weisungsgemäß umgehend wieder hinter diesem ein. Auch Ascari konnte sein Talent einmal kurz aufblitzen lassen und sich mit dem Maserati für ein paar Runden sogar vor den Alfa Romeo von Sanesi zu setzen, bis auch er durch einen Reparaturstopp wieder weit zurückgeworfen wurde. Nachdem mit dem Schweizer Emmanuel de Graffenried noch ein weiterer Maserati-Pilot vorzeitig die Segel streichen musste, stand einem Vierfachsieg für Alfa Romeo damit nun nichts mehr im Wege.
In den letzten Runden dieses ansonsten weitgehend höhepunktsarmen Rennens ließ Trossi seinen Teamkameraden Varzi noch einmal demonstrativ aufschließen, um diesem beim Überfahren der Ziellinie seinen Dank und Respekt zu erteilen, was vom Publikum, das lieber ein echtes Rennen gesehen hätte, jedoch nur mit deutlichem Missfallen aufgenommen wurde.

## Meldeliste
| Team                   | Nr. | Fahrer               | Info | Chassis                   | Motor                                | Reifen |
| ---------------------- | --- | -------------------- | ---- | ------------------------- | ------------------------------------ | ------ |
| Alfa Corse             | 02  | Alessandro Gaboardi  |      | Alfa Romeo 158            | Alfa Romeo 1.5L I8 Kompressor        |        |
| Alfa Corse             | 16  | Achille Varzi        |      | Alfa Romeo 158            | Alfa Romeo 1.5L I8 Kompressor        |        |
| Alfa Corse             | 24  | Consalvo Sanesi      |      | Alfa Romeo 158            | Alfa Romeo 1.5L I8 Kompressor        |        |
| Alfa Corse             | 30  | Carlo Felice Trossi  |      | Alfa Romeo 158            | Alfa Romeo 1.5L I8 Kompressor        |        |
| Scuderia Ambrosiana    | 06  | Luigi Villoresi      |      | Maserati 4CL(T) a         | Maserati 4CL 1.5L I4 Kompressor      |        |
| Scuderia Ambrosiana    | 34  | Alberto Ascari       |      | Maserati 4CL(T) a         | Maserati 4CL 1.5L I4 Kompressor      |        |
| Scuderia Ambrosiana    | 46  | Franco Mosters       | DNQ  | Cisitalia D46             | Fiat 1.1L I4                         |        |
| Scuderia Milan         | 08  | Raymond Sommer b     |      | Maserati 4CL(T)           | Maserati-Speluzzi 1.5L I4 Kompressor |        |
| Scuderia Milan         | 38  | Arialdo Ruggeri      | DNS  | Maserati 4CL              | Maserati 4CL 1.5L I4 Kompressor      |        |
| Scuderia Milan         | 40  | Nello Pagani         |      | Maserati 4CL              | Maserati 4CL 1.5L I4 Kompressor      |        |
| Scuderia Milan         | 26  | „B. Bira“            |      | Maserati 6CM              | Maserati 4CL 1.5L I4 Kompressor      |        |
| Scuderia Milan         | 44  | Carlo Pesci          |      | Maserati 6CM              | Maserati 1.5L I6 Kompressor          |        |
| Scuderia Biellese      | 10  | Lamberto Grolla      |      | Cisitalia D46             | Fiat 1.1L I4                         |        |
| Scuderia Biellese      | 56  | Mario Porrino        |      | Cisitalia D46             | Fiat 1.1L I4                         |        |
| E. Chaboud/ C. Pozzi c | 10  | Eugène Chaboud       |      | Delahaye 135S „Coursifée“ | Delahaye 3.6L I6                     |        |
| E. Chaboud/ C. Pozzi c | 22  | Charles Pozzi        |      | Delahaye 135S „Coursifée“ | Delahaye 3.6L I6                     |        |
| Écurie Naphtra Course  | 14  | Pierre Levegh        |      | Maserati 4CL(T)           | Maserati 4CL 1.5L I4 Kompressor      |        |
| Écurie Naphtra Course  | 36  | „Raph“               |      | Maserati 4CL              | Maserati 4CL 1.5L I4 Kompressor      |        |
| Scuderia Enrico Platé  | 18  | Enrico Platé         | DNA  | Maserati 4CL(T)           | Maserati 4CL 1.5L I4 Kompressor      |        |
| Scuderia Enrico Platé  | 18  | Louis Chiron         |      | Maserati 4CL(T)           | Maserati 4CL 1.5L I4 Kompressor      |        |
| Scuderia Enrico Platé  | 32  | Toulo de Graffenried |      | Maserati 4CL(T)           | Maserati 4CL 1.5L I4 Kompressor      |        |
| G. Bracco              | 28  | Giovanni Bracco      |      | Delage Type D 6-3 Litres  | Delage 3.0L I6                       |        |
| G. dell’Acqua          | 42  | Gaetano dell’Acqua   |      | Maserati 4CM              | Maserati 1.5L I4 Kompressor          |        |
| G. Minozzi             | 48  | Giovanni Minozzi     | DNS  | Maserati 4CL?             | Maserati 1.5L I4 Kompressor          |        |
| R. Balestrero d        | 50  | Renato Balestrero    | DNS  | Platé-Talbot „Speziale“   | Talbot 1.5L I8 Kompressor            |        |
| L. Arrigoni            | 52  | Lorenzo Arrigoni     |      | Maserati 4CM              | Maserati 1.5L I4 Kompressor          |        |
| H. Louveau e           | 54  | Henri Louveau        |      | Delage Type D 6-3 Litres  | Delage 3.0L I6                       |        |
| Scuderia Lazio         | 58  | Aldo Marchetti       | DNA  | Maserati 4CM              | Maserati 1.5L I4 Kompressor          |        |
| Squadra Piero Dusio f  | 60  | Guido Scagliarini    | DNA  | Cisitalia D46             | Fiat 1.1L I4                         |        |

## Klassifikation

### Startaufstellunga
|                    | 3                    |                    | 2                   |                   | 1                         |                     |
| ------------------ | -------------------- | ------------------ | ------------------- | ----------------- | ------------------------- | ------------------- |
|                    | Villoresi 1:46,1 min |                    | Trossi 1:45,4 min   |                   | Sanesi 1:44,8 min         |                     |
| 7                  |                      | 6                  |                     | 5                 |                           | 4                   |
| Chiron 1:47,6 min  |                      | Ascari 1:47,2 min  |                     | Varzi 1:47,0 min  |                           | Sommer 1:46,4 min   |
|                    | 10                   |                    | 9                   |                   | 8                         |                     |
|                    | „Levegh“ 1:53,6 min  |                    | Gaboardi 1:51,8 min |                   | de Graffenried 1:48,8 min |                     |
| 14                 |                      | 13                 |                     | 12                |                           | 11                  |
| Pozzi 2:00,2 min   |                      | Chaboud 1:59,8 min |                     | „Raph“ 1:58,8 min |                           | Arrigoni 1:58,6 min |
|                    | 17                   |                    | 16                  |                   | 15                        |                     |
|                    | Bracco 2:01,5 min    |                    | -                   |                   | dell’Acqua 2:00,4 min     |                     |
| 21                 |                      | 20                 |                     | 19                |                           | 18                  |
| Louveau 2:05,8 min |                      | Pesci 2:03,8 min   |                     | -                 |                           | Grolla 2:03,4 min   |
|                    |                      |                    | 23                  |                   | 22                        |                     |
|                    |                      |                    | Pagani 2:10,0 min   |                   | „B. Bira“ 2:06,0 min      |                     |

## Rennergebnis
| Pos. | Nr. | Fahrer               | Konstrukteur   | Runden | Zeit        | Ausfallgrund   |
| ---- | --- | -------------------- | -------------- | ------ | ----------- | -------------- |
| 1    | 30  | Carlo Felice Trossi  | Alfa Romeo     | 100    | 3:02.25,0 h |                |
| 2    | 16  | Achille Varzi        | Alfa Romeo     | 100    | + 0,1 s     |                |
| 3    | 24  | Consalvo Sanesi      | Alfa Romeo     | 99     | + 01 Runde  |                |
| 4    | 02  | Alessandro Gaboardi  | Alfa Romeo     | 95     | + 05 Runden |                |
| 5    | 34  | Alberto Ascari       | Maserati       | 94     | + 06 Runden |                |
| 6    | 54  | Henri Louveau        | Delage         | 91     | + 09 Runden |                |
| 7    | 22  | Charles Pozzi        | Delahaye       | 89     | + 11 Runden |                |
| 8    | 12  | Eugène Chaboud       | Delahaye       | 87     | + 13 Runden |                |
| 9    | 44  | Carlo Pesci          | Maserati       | 84     | + 16 Runden |                |
| DNF  | 18  | Louis Chiron         | Maserati       | 87     |             | Motor          |
| DNF  | 32  | Toulo de Graffenried | Maserati       | 86     |             | Lenkung        |
| DNF  | 56  | Mario Porrino        | Cisitalia-Fiat | 56     |             |                |
| DNF  | 52  | Lorenzo Arrigoni     | Maserati       | 56     |             |                |
| DNF  | 10  | Lamberto Grolla      | Cisitalia-Fiat | 56     |             |                |
| DNF  | 28  | Giovanni Bracco      | Delage         | 53     |             |                |
| DNF  | 06  | Luigi Villoresi      | Maserati       | 53     |             | Bremsen        |
| DNF  | 42  | Gaetano dell’Acqua   | Maserati       | 23     |             |                |
| DNF  | 08  | Raymond Sommer       | Maserati       | 20     |             | Motor          |
| DNF  | 14  | Pierre Levegh        | Maserati       | 6      |             |                |
| DNF  | 36  | „Raph“               | Maserati       | 3      |             | Ölleitung      |
| DNF  | 04  | Nello Pagani         | Maserati       | 2      |             | Reifen         |
| DNF  | 26  | „B. Bira“            | Maserati       | 0      |             | Motoraufladung |
| DNS  | 38  | Arialdo Ruggeri      | Maserati       |        |             |                |
| DNS  | 46  | Giovanni Minozzi     | Maserati       |        |             |                |
| DNS  | 50  | Renato Balestrero    | Platé-Talbot   |        |             |                |
| DNQ  | 46  | Franco Mosters       | Cisitalia      |        |             |                |

Schnellste Rennrunde:  Carlo Felice Trossi (Alfa Romeo), 1:44,0 min = 119,3 km/h